# Куратченко, Михаил Витальевич
Михаил Витальевич Куратченко (укр. Михайло Вітальович Куратченко) — офицер Национальной полиции Украины, кандидат юридических наук. Герой Украины.
Начальник Главного управления Национальной полиции в Черкасской области (2020—2022).

## Биография
Окончил Донецкий институт внутренних дел МВД Украины (2000). С тех пор служил в органах досудебного расследования Главного управления Министерства внутренних дел Украины в Днепропетровской области; 2015-20 — в Главном управлении Национальной полиции Украины в Днепропетровской области: начальник Днепропетровского отдела полиции и заместитель начальника Главного управления — начальник следственного управления.
В январе-феврале 2020 — в Главном управлении Национальной полиции Украины в Запорожской области; от февраля 2020 — начальник Главного управления Национальной полиции Украины в Черкасской области.
С ноября 2022 г. после освобождения от российских войск значительной части Херсонской области Михаил Куратченко руководил сводным отрядом правоохранителей, документировавших преступления РФ, проводили следственные действия, искали застенки, собирали показания очевидцев и выявляли коллаборантов. 7 декабря Куратченко, возвращавшийся с очередного задания, вместе с тремя подчинёнными попал в минную ловушку. В результате взрыва закопанного российского фугаса все четверо полицейских погибли на месте. Похоронен в Черкассах
Был женат. Воспитывал двоих детей.